# ピョートル・ツェレバン
ピョートル・ツェレバン（ポーランド語: Piotr Celeban、1985年6月25日 - ）は、ポーランド・シュチェチン出身の元プロサッカー選手。元ポーランド代表。現役時代のポジションは、ディフェンダー。

## 経歴

### クラブ
地元クラブのポゴニ・シュチェチンでキャリアをスタート。その後、国内のクラブを渡り歩き、シロンスク・ヴロツワフではエクストラクラサ優勝を達成した。
2012年6月、自身初の海外クラブとなるFCヴァスルイと契約を結んだ。2012-13シーズンはディフェンダー登録ながらチームトップの7ゴールを挙げた。

### 代表
2008年12月14日に行われたセルビア代表との国際親善試合で代表初キャップを記録した。その後、2013年9月10日に行われた2014 FIFAワールドカップ・ヨーロッパ予選のサンマリノ代表戦、10月15日に行われた同予選のイングランド代表戦などに出場した。

## タイトル
シロンスク・ヴロツワフ
- エクストラクラサ: 2011–12
- エクストラクラサ・カップ: 2009